# Вандини, Антонио
Антонио Вандини (итал. Antonio Vandini; (1691 – 1778) — итальянский композитор и скрипач эпохи барокко. Близкий друг Джузеппе Тартини, один из выдающихся виртуозов игры на скрипке своего времени. Большую часть своего творческого периода провел в качестве первой скрипки и концертмейстера «Veneranda Arca» в базилике Дель-Санто в Падуе.

## Биография
Антонио Вандини родился в 1691 г. в Болонье. Сведения о его раннем периоде и обучении музыке практически отсутствуют. Первое задокументированное свидетельство о начале его карьеры как музыканта в церкви Санта-Мария-Маджоре в Бергамо относится к апрелю 1720 г. В июне 1721 года он получил должность солиста-виолончелиста в Падуе, которую ему предстояло занимать, за исключением нескольких коротких перерывов, до конца своей карьеры. В Падуе, помимо Тартини, он работал с рядом других известных музыкантов, в том числе с гобоистом Маттео Бассоли и органистом и капельмейстером Антонио Валлотти. Основные участники «Veneranda Arca» регулярно гастролировали по Италии, выступая в Ассизи и Риме. Его единственным продолжительным отсутствием был трехлетний период с 1723 по 1726 год, когда Вандини вместе с Тартини покинули Падую, чтобы поступить на службу к графу Францу Фердинанду Кински в Праге. После смерти Тартини Вандини вернулся в родную Болонью, где скончался 1778 г.

## Основные произведения
До наших дней дошло семь работ Вандини в рукописных копиях, хранящихся в Венеции, Берлине, Париже и Шверине. Все эти произведения написаны в галантном стиле, популярном в Италии в XVIII веке. Примечательно, что две короткие сонаты, приписываемые Вандини Карлом Шредером в 1911 году и опубликованные Шоттом, являются подделками и не соответствуют его стилю.
Полный список произведений с предложенной Элинор Фрей и Марком Ваншеувейком нумерацией:
- Sonata à Violoncello solo del Signor D. Antonio Vandini, in C Major (1717, I-Vnm, Mss. It.IV.1095) (Van. 1)
- Sonata del Signor D. Antonio Vandini, in C Major (D-B, KHM 5528) (Van. 2)
- [Sonata] Del Signor D. Antonio Vandini, in B-flat Major (1730, F-Pn, VM7-6285) (Van. 3)
- [Sonata] Del Signor D. Antonio Vandini, in A Minor (1730, F-Pn, VM7-6285) (Van. 4)
- Concerto del Signor D. Antonio Vandini, in D Major (D-SWI Mus. 4736/4) (Van.5)
- Sonata à Violoncello Del Signor D. Antonio Vandini, in B-flat Major (D-B, KHM 5527) (Van. 6)
- Sonata a Violoncello e Basso del Signor D. Antonio Vandini, in E Major (D-B, KHM 5529) (Van. 7)